# Димитровский мост
Димитровский мост — мост через реку Обь в Новосибирске, соединяющий проспект Димитрова на правом берегу (также имеются въезды с улиц Фабричная и Владимировская) и проезд Энергетиков (въезды с улиц 1-я Шоссейная и 1-я Чулымская и Моторная) — на левом.

## История

### Проект
Проект на мост выполнен главным инженером проекта Е. Г. Барабановым, институт Сибгипротранс, Новосибирск. Подходы к мостовому переходу разработаны под руководством инженера В. Е. Наумова в институте Новосибгражданпроект. Рабочие чертежи составлены главным инженером Р. П. Назаровой в институте Гипротрансмост, г. Москва.

### Строительство и ввод
Строительство моста началось в 1971 году. Велось силами Мостостроительного треста № 2 «Мостострой-2» (ныне ОАО «Сибмост»). 4 ноября 1978 года мост был открыт для движения. Стоимость мостового перехода составила 20 млн рублей (вместе с подходами и развязками — 53 млн рублей).

## Характеристики
Длина проезжей части моста — 701 м, ширина — 30 м. Движение по мосту осуществляется в шесть рядов. Общая длина всего комплекса, включающего в себя подъезды и развязки — 5 км. Длина надводной части — 631 м.
Максимальная разрешённая скорость движения по мосту — 70 км/ч (до 30.05.13 — только 60 км/ч).

## Конструкция сооружения
Мост является цельносварным — его элементы не имеют болтовых соединений. Такой способ оказался необходим для условий сибирского климата, получения пластичных и хладостойких швов, наложенных на стальные конструкции. Деформационные швы должны компенсировать движение конструкций под влиянием температурных перепадов.
Установлен на семи опорах, две из которых находятся на берегах и пять — в русле реки. Таким образом, образуются шесть пролётов, два из которых предназначены для прохода судов. Каждая опора индивидуальна по своей конструкции, глубине и методу погружения.
Опоры представляют собой трубы-оболочки диаметром 1,6 м, установленные на сваях.